# اگنس دو میل
اگنس دو میل (انگلیسی: Agnes de Mille; ۱۸ سپتامبر ۱۹۰۵ – ۷ اکتبر ۱۹۹۳) رقصنده، طراح رقص و نویسندهٔ آمریکایی بود که تأثیر بسزایی در تئاتر موزیکال برادوی و بالهٔ مدرن داشت. او با طراحی حرکات نوآورانه و داستان‌محور، نقش مهمی در تکامل نمایش‌های موزیکال ایفا کرد و به عنوان یکی از برجسته‌ترین طراحان رقص قرن بیستم شناخته می‌شود.
وی همچنین برندهٔ جوایزی همچون نشان ملی هنر و جایزه مرکز کندی شده است.

## زندگی اولیه و تحصیلات
اگنس دو میل در نیویورک در یک خانوادهٔ هنری متولد شد. پدرش، ویلیام سی. دو میل، یک نمایشنامه‌نویس و کارگردان موفق، و عمویش، سسیل بی. دو میل، یکی از پیشگامان سینمای هالیوود بود. او در دانشگاه کالیفرنیای جنوبی تحصیل کرد و علاقه‌اش به رقص و تئاتر را دنبال نمود.

## آغاز فعالیت حرفه‌ای
دو میل ابتدا به عنوان رقصندهٔ باله در اروپا آموزش دید و تحت تأثیر بالهٔ روسیه و آثار میشل فوکین و جرج بالانشین قرار گرفت. او پس از بازگشت به آمریکا، در دههٔ ۱۹۳۰ به طراحی رقص برای نمایش‌های تئاتری و باله پرداخت.

## موفقیت در برادوی
نقطهٔ عطف حرفهٔ دو میل در سال ۱۹۴۳ با طراحی رقص برای موزیکال مشهور «اوکلاهما!» به کارگردانی ریچارد راجرز و اسکار همرستاین دوم رقم خورد. این نمایش که حرکات رقص را به عنوان بخشی از داستان به کار گرفت، یک موفقیت عظیم بود و دو میل را به عنوان یکی از مهم‌ترین طراحان رقص برادوی مطرح کرد. پس از آن، او طراحی رقص برای نمایش‌هایی مانند «کاروسل»، «بریگادون» و «۱۰۲ خیابان جنوبی» را بر عهده گرفت.

## آثار برجسته در باله
دو میل علاوه بر فعالیت در تئاتر، در دنیای بالهٔ مدرن نیز تأثیرگذار بود. او در سال ۱۹۴۲، بالهٔ مشهور «رودئو» را برای بالهٔ روس آمریکا طراحی کرد که با موسیقی آرون کوپلند همراه بود و به یکی از شاهکارهای بالهٔ آمریکایی تبدیل شد.

## جوایز و افتخارات
در طول حرفهٔ خود، اگنس دو میل جوایز متعددی از جمله جایزهٔ تونی و مدال ملی هنر را دریافت کرد. او همچنین چندین کتاب دربارهٔ تاریخ رقص و تجربیات شخصی‌اش نوشت که به منابع مهمی در این حوزه تبدیل شدند.

## میراث و تأثیرگذاری
اگنس دو میل با نوآوری‌هایش در رقص موزیکال و باله، مسیر جدیدی برای نمایش‌های صحنه‌ای ایجاد کرد. او رقص را از یک عنصر تزئینی به بخش جدایی‌ناپذیر داستان‌سرایی تبدیل کرد و تأثیرش بر طراحان رقص بعدی، از جمله جروم رابینز و باب فاسی، همچنان محسوس است. او تا پایان عمر به نوشتن، آموزش و ترویج هنر رقص ادامه داد و در سال ۱۹۹۳ درگذشت.